# Pieter Woortman
Pieter Woortman (né le 23 mars 1700 - 14 avril 1780) est un marchand d'esclaves et un administrateur de la Compagnie néerlandaise des Indes occidentales. Il est l'un des directeurs généraux les plus anciens de la Côte-de-l'Or néerlandaise, en poste entre 1767 et 1769 (par intérim) et de 1769 jusqu'à sa mort en 1780.

## Biographie
Pieter Woortman est né à Soest, Brandebourg-Prusse, de Johann Georg Wortmann et Margaretha Elisabeth Plange. En 1721, Woortman postule pour un emploi à la Compagnie néerlandaise des Indes occidentales et est affecté comme soldat sur la Côte-de-l'Or néerlandaise. il fait une carrière rapide, devenant commandant de fort et commandant militaire par intérim, et revient aux Pays-Bas en 1730.
il s'installe à Groningue, installe une épicerie, épouse Elisabeth Carrier et fonde une famille. Probablement à cause de problèmes financiers personnels, il retourne en Côte-de-l'Or en 1741. En raison de son expérience antérieure, il endosse le poste de commandant de Fort Patience peu après son arrivée. Ici, il s'unit par cassare à une femme africaine locale nommée Afodua ou Aphodewa, avec qui il aurait six enfants. À Fort Patience, Woortman et Afodua dirigent une entreprise de commerce d'esclaves rentable, ce qui l'a probablement conduit à retarder sa candidature à un poste supérieur.
Lorsqu'il le fait finalement en 1763, il accède à la plus haute fonction de directeur général. Jan et Hendrik Woortman, fils de son mariage néerlandais avec Elisabeth Carrier, le rejoignent dans son entreprise personnelle, rejoints plus tard par des fils issus de sa relation avec Afodua. La combinaison des contacts de Woortman avec la Compagnie et des contacts d'Afodua avec la population locale s'est avérée très utile.
Il meurt le 14 avril 1780, à l'âge de 80 ans. 

## Héritage
Jan et Hendrik Woortman, fils de Pieter Woortman et d'Elisabeth Carrier, épousent des femmes par cassare pendant leur service sur la Côte-de-l'Or. Leur progéniture en lignée mâle au Ghana porte toujours le nom de Woortman.
Les enfants de Pieter Woortman et Afodua portent le nom de Plange, du nom de la mère de Pieter Woortman. La famille Plange deviendra l'une des familles euro-africaines les plus importantes de la Côte-de-l'Or au XIXe siècle. Les descendants incluent le joueur de la ligue de rugby anglais David Plange, le boxeur ghanéen Manyo Plange, le footballeur burkinabé Nii Plange et la créatrice de mode ghanéenne Mimi Plange.